# Black Parade
"Black Parade" (estilizado como "BLACK PARADE") é uma canção da cantora norte-americana Beyoncé, lançada em 19 de junho de 2020, por meio da Parkwood Entertainment. A música celebra o Juneteenth, data que comemora o fim da escravidão nos Estados Unidos e que se originou no estado natal de Knowles, no Texas. Lançada após os protestos da morte  de George Floyd, a música serve como uma celebração da cultura negra e o apoio ao ativismo negro. Todos os lucros da música beneficiam o Black Business Impact Fund, da BeyGOOD, que ajuda pequenas empresas de propriedade de indivíduos negros. Um diretório on-line de empresas de propriedade de negros chamado "Black Parade Route" foi lançado junto com o lançamento da música.

## Composição
Black Parade é descrita  como uma "mistura comemorativa de pop, trap, hip-hop, música eletrônica quase detroit techno com música africana, banda de metais e coral gospel. A faixa ainda contém amostras de "Rider", de Vanhu Avantu. Um coletivo de produtores musicais que apresenta sons e a cultura do povo de bantu, um grupo etnolinguístico da região da África subsaariana.
A música aborda questões como história negra, cultura negra, brutalidade policial e os protestos da Black Lives Matter de 2020. Também encontra a cantora abordando suas raízes texanas e fazendo referência à pandemia de COVID-19, às orixás da África Ocidental, Oxum e Iemanjá e à ativista Tamika Mallory da Black Lives Matter. Durante o segundo verso, Knowles pede ao ouvinte que "mostre amor negro" e exige "paz e reparação pelo seu povo". Ela também menciona algumas de suas influências, incluindo Malcolm X, Martin Luther King Jr, Curtis Mayfield e sua mãe Tina Knowles. Knowles também conclui que a música "celebra você, sua voz e sua alegria e beneficiará as pequenas empresas de propriedade dos negros".

## Recepção crítica
Mikael Wood, do Los Angeles Times, escreveu que a faixa "mergulha o canto gutural de Beyoncé e o rap casualmente audacioso sobre um groove baixo e equipado com metais". Kiana Fitzgerald, da NPR, declarou "Black Parade" como "uma chamada à ação e uma pomada para uma nação ferida". Cori Murray, da Essence, chamou de "uma ode a tudo que é negritude, negra, negra, enquanto ela leva os ouvintes a um passeio comemorativo do passado até o presente", bem como "um hino de décimo terceiro e apelo à ação para empresas negras ". Mike Wass, do Idolator, escreveu "É desnecessário dizer que" Black Parade "é excelente e exige sua total atenção".

## Alinhamento de faixas
| Download Digital |                |         |  |
| N.º              | Título         | Duração |  |
| 1.               | "Black Parade" | 4:41    |  |

| Download Digital - Versão Estendida |                                   |         |  |
| N.º                                 | Título                            | Duração |  |
| 1.                                  | "Black Parade" (Extended Version) | 5:13    |  |

| Download Digital - Versão Estendida A Capella (Exclusiva Tidal) |                                             |         |  |
| N.º                                                             | Título                                      | Duração |  |
| 1.                                                              | "Black Parade" (Extended A Capella Version) | 4:57    |  |

## Desempenho nas tabelas musicais

### Posições
| Tabela musical (2020)                               | Melhor posição |
| --------------------------------------------------- | -------------- |
| Austrália (ARIA Urban Singles Chart)                | 30             |
| Bélgica (Airplay Chart top 50 de Flandres)          | 20             |
| Canadá (Canadian Hot 100)                           | 70             |
| Escócia (Official Charts Company)                   | 25             |
| Estados Unidos (Billboard Hot 100)                  | 37             |
| Estados Unidos (R&B/Hip-Hop Songs)                  | 18             |
| Estados Unidos (Mainstream R&B/Hip-Hop) (Billboard) | 22             |
| Estados Unidos ( Hot R&B Songs) (Billboard)         | 5              |
| Estados Unidos (Adult R&B Songs) (Billboard)        | 24             |
| Estados Unidos (Rolling Stone Top 100)              | 27             |
| Irlanda (Official Irish Singles Chart Top 50)       | 45             |
| Nova Zelândia (Hot Singles)                         | 3              |
| Reino Unido (Official Singles Chart Top 100)        | 49             |

## Histórico de lançamento
| Região      | Data de lançamento  | Versão | Formato(s)                  | Gravadora            |
| ----------- | ------------------- | --- | --------------------------- | -------------------- |
| Mundo       | 19 de Junho de 2020 | Original e Estendida (Versão estendida estava disponível apenas pelo Tidal antes do lançamento da versão deluxe do álbum) | Download digital, streaming | Parkwood, Sony Music |
| Itália      | 21 de Junho de 2020 | Original | Contemporary hit radio      | Sony Music           |
| Mundo       | 22 de Junho de 2020 | Estendida A Capella | Download digital, streaming | Parkwood, Sony Music |
| Reino Unido | 26 de Junho de 2020 | Original | Urban radio                 | Parkwood             |